# Alois Schröder

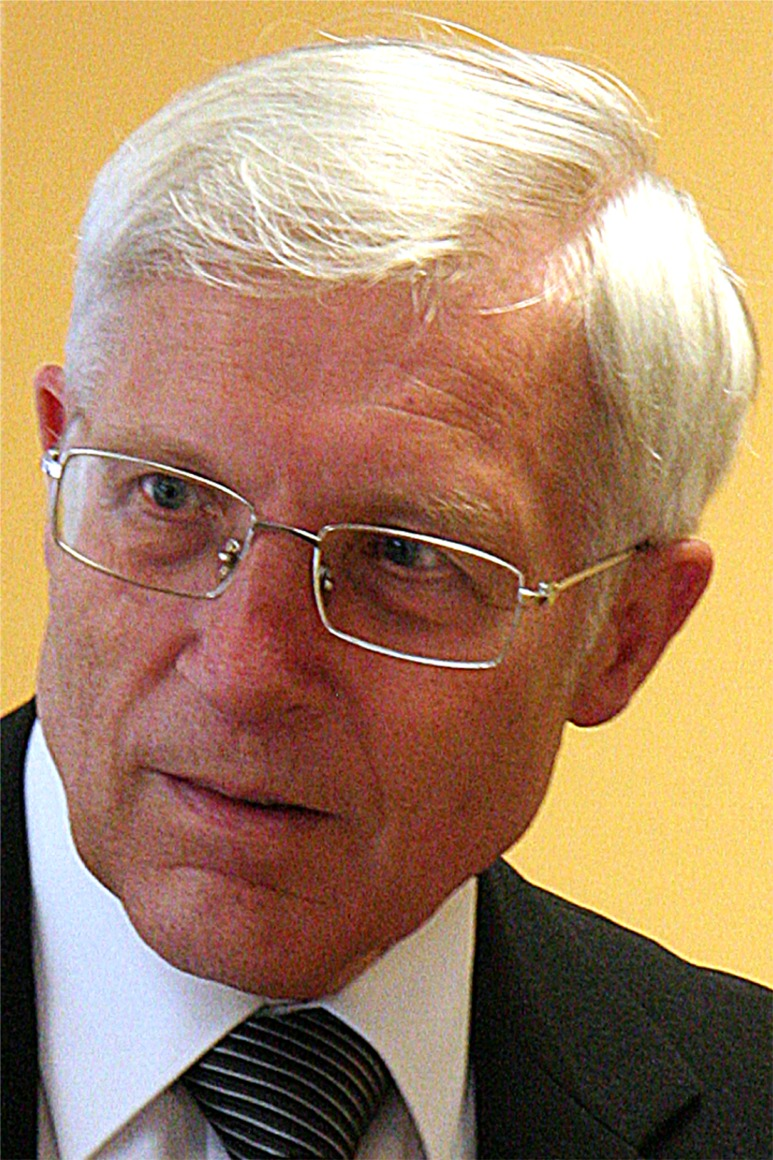
Alois Schröder

Alois Schröder (* 8. Januar 1942 in Paderborn) ist ein katholischer Priester. Von September 2000 bis Oktober 2008 war er Bundespräses des Kolpingwerks Deutschland.
Alois Schröder studierte an den Universitäten von Paderborn, Würzburg, Münster. 1969 empfing er die Priesterweihe. Er war als Seelsorger in Bad Wildungen (1969–1972) und Schmallenberg (1972–1977) sowie als Religionslehrer und Subsidiar in Brilon (1977–1988) tätig. 
Von 1972 bis 1977 war er Präses der Kolpingsfamilie in Schmallenberg und von 1985 bis 1988 Bezirkspräses im Bezirksverband Brilon. Von 1988 bis 1997 amtierte Schröder als Präses des Kolpingwerks Paderborn, von 1988 als Präses der Kolpingsfamilie Paderborn-Zentral. 1990 bis 1993 wirkte er als Landespräses des Kolpingwerks in Nordrhein-Westfalen. Seit November 1996 war Schröder Bundespräses des Kolpingwerks Deutschland und von September 2000 bis November 2008 auch Präses des europäischen Kolpingwerks. Am 24. Oktober 2008 wählte die Bundesversammlung in Essen Ottmar Dillenburg zum Bundespräses, da Schröder für dieses Amt nicht wieder kandidierte. Das Amt des Europa-Präses übernahm im November 2008 ebenfalls Dillenburg.
Am 19. November 2004 wurde Schröder durch Papst Johannes Paul II. der Ehrentitel Kaplan Seiner Heiligkeit verliehen.
Erzbischof Hans-Josef Becker ernannte Monsignore Schröder am 1. November 2008 zum Domvikar und Dompastor des Paderborner Domes. 